# Acacia anastema
Acacia anastema är en ärtväxtart som beskrevs av Bruce R. Maslin. Acacia anastema ingår i släktet akacior, och familjen ärtväxter. Inga underarter finns listade i Catalogue of Life.